# Vahlkampfia baltica
Vahlkampfia baltica – gatunek eukariotów należący do kladu Tetramitia wchodzącego w skład supergrupy excavata.
Osiąga wielkość 20 μm. Występuje w morzu bałtyckim.